# فابريس إهريت
فابريس إهريت (بالفرنسية: Fabrice Ehret)‏ (مواليد 28 سبتمبر 1979 في لوغانو - سويسرا) لاعب كرة قدم سويسري يلعب حاليا لصالح نادي الدرجة الأولى كولن الألماني منذ 2006 في مركز الوسط المحوري.

## روابط خارجية
- فابريس إهريت على موقع قاعدة بيانات كرة القدم.إي يو (الإنجليزية)
- فابريس إهريت على موقع بيانات كرة القدم. دي إي (الألمانية)
- فابريس إهريت على موقع عالم كرة القدم.نت (الإنجليزية)
- فابريس إهريت على موقع كووورة
- فابريس إهريت على موقع AS.com (الإسبانية)